# Stellasaurus
Stellasaurus ancellae is een plantenetende ornithischische dinosauriër, behorende tot de Ceratopia, die tijdens het late Krijt leefde in het gebied van het huidige Noord-Amerika.

## Vondst en naamgeving
In 1986 voerde een team van het Museum of the Rockies onder leiding van Jack Horner en Robert Makela opgravingen uit in Montana, op het reservaat van de Blackfeet, in het Landslide Butte Field. Eind augustus werd daarbij in het Canyon Bone Bed op het land van Gloria Sundquist ten oosten van de Milk River een ceratopide schedel gevonden, specimen MOR 492. Het fossiel werd geprepareerd door Carrie Ancell die ook deel uitmaakte van het team dat de vondst deed. De schedel werd aanvankelijk gezien als een exemplaar van Styracosaurus ovatus en daarna door Horner beschouwd als het Transitional Taxon A, de eerste van een reeks taxa die in elkaar zouden zijn overgegaan in een proces van anagenese, geleidelijke evolutionaire verandering zonder splitsing in afstammingslijnen.

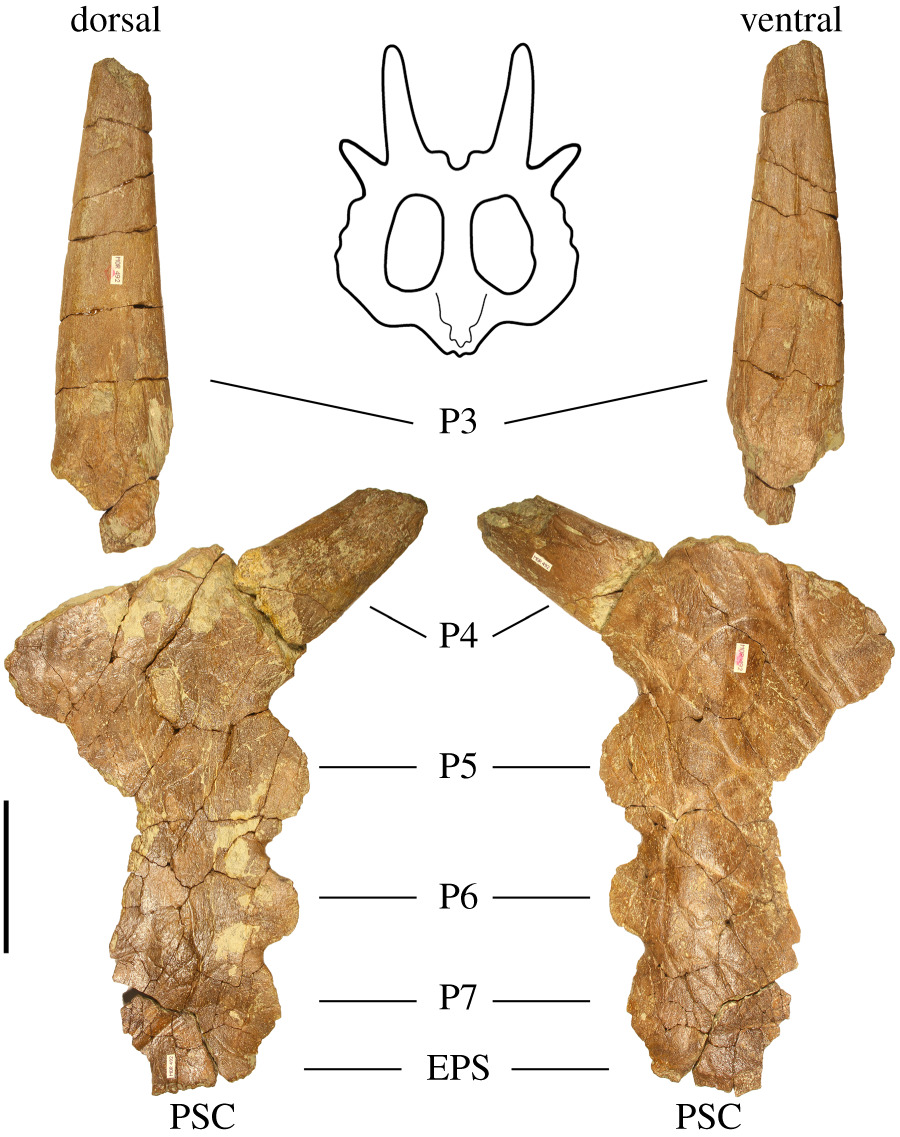
De rand van het wandbeen

In 2010 maakte Horner Styracosaurus ovatus het aparte geslacht Rubeosaurus. Daaraan werd MOR 492 toegewezen. De sterk afwijkende eigenschappen van dit specimen vormde een belangrijk motief om Rubeosaurus van Styracosaurus albertensis te scheiden. In 2017 kondigde een studie echter aan dat MOR 492 zelf een apart geslacht vormde. In 2020 stelde een studie dat dit Rubeosaurus overbodig maakte.
In 2020 werd de typesoort Stellasaurus ancellae benoemd en beschreven door John P. Wilson, Michael J. Ryan en David Christopher Evans. De geslachtsnaam is afgeleid van het Latijn stella, "ster" en verwijst zowel naar de stervormige schildhoorns als naar het lied Starman van David Bowie. Net als Bowie's uiterlijk, was de afstammingslijn waartoe Stellasaurus behoorde volgens de beschrijvers zich steeds in bouw aan het veranderen. De soortaanduiding eert Ancell.
Het holotype, MOR 492, is gevonden in een laag van de Two Medicine Formation welke laag vermoedelijk iets jonger is dan 75,2 miljoen jaar. Het bestaat uit een gedeeltelijke schedel. Bewaard zijn gebleven: de buitenste zijrand van het linkerwandbeen, het voorste deel van de balk tussen de fenestrae parietales, de volledige vergroeide en gepaarde neusbeenderen, een stuk van de linkerpraemaxilla van de snuit en een stuk van het linkerpostorbitale inclusief de ornamentering daarop. Het betreft vermoedelijk een jongvolwassen exemplaar, zoals blijkt uit de ruwe botwanden en de niet zeer extreme overlapping tussen de voorste twee epiparietalia.

## Beschrijving

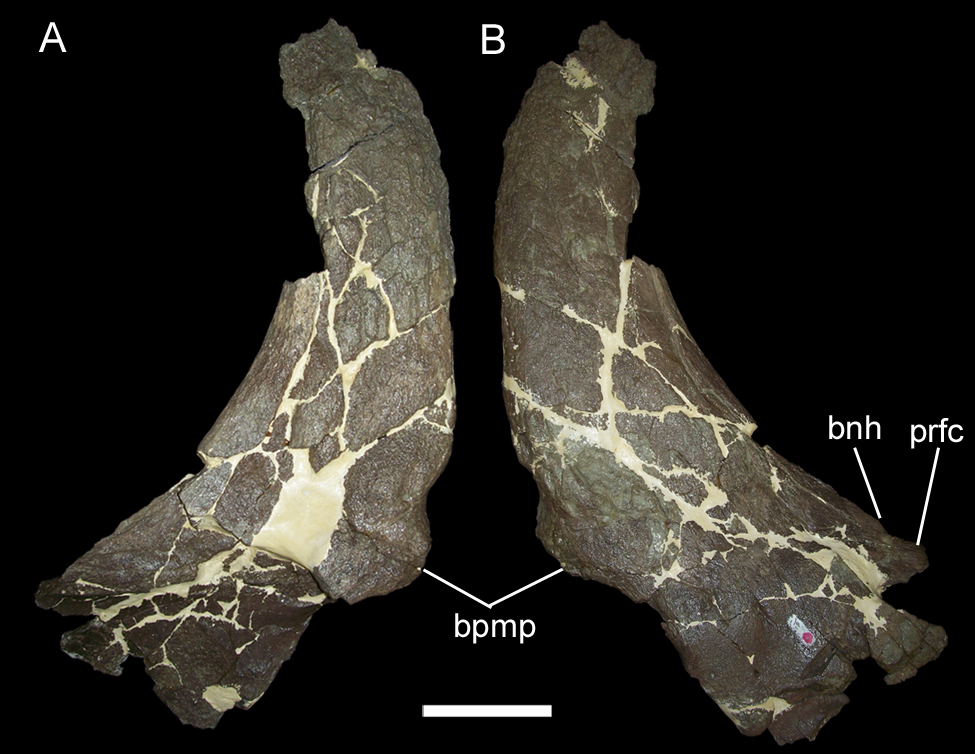
Beide zijden van de neushoorn

### Grootte en onderscheidende kenmerken
Stellasaurus is een middelgrote ceratopide. In persberichten werd een lengte genoemd van zes meter en een gewicht van twee ton.
De beschrijvers wisten enkele onderscheidende kenmerken vast te stellen. Ze vertegenwoordigen een unieke combinatie die de beschrijvers zien als een overgang tussen de geologisch oudere Styracosaurus albertensis en het taxon dat Stellasaurus in de lagen opvolgt: Einiosaurus procurvicornis. Net als bij Styracosaurus albertensis is de neushoorn langwerpig, rechtopstaand en naar achteren gebogen terwijl de "wenkbrauwhoorn" op het postorbitale minimaal ontwikkeld is met een scherpe punt. Net als bij Einiosaurus toont het wandbeen een langwerpig en recht derde epiparietale ofwel P3, terwijl het minder langwerpige P4 epiparietale half zo lang is als de P3 en de P5, P6 en P7 in het geheel niet langwerpig zijn. De mate van langwerpigheid van de P4 is uniek en houdt het in het midden tussen die van Styracosaurus albertensis en die exemplaren van Einiosaurus welke in de direct opvolgende lagen gevonden worden.

### Skelet
Wilson en Ryan wijken in hun interpretatie van het fossiel nogal af van andere onderzoekers. Horner meende in 2010 dat de rechterzijde van het nekschild bewaard was; volgens het artikel uit 2020 had hij de schildrand omgekeerd. Wilson meende ook dat hij de correcte positie van de P3 had kunnen bepalen, min of meer evenwijdig in de lengterichting van de kop gelegen, terwijl Horner gemeend had dat dit uitsteeksel meer naar binnen gericht was zoals bij het holotype van Rubeosaurus. Een ander twistpunt is de telling van de epiparietalia. Volgens Andrew McDonald is het voorste epiparietale de P8 maar volgens Wilson & Ryan de P7. Overigens noemen zij de uitsteeksels geen "epiparietalia" omdat dit veronderstelt dat het vastgegroeide osteodermen zijn, aparte huidverbeningen. Die achten ze bij Styracosaurus, Stellasaurus en Einiosaurus niet aangetoond. Het zou in plaats daarvan gaan om uitgroeisels van het wandbeen. Evenzo spreken ze niet van episquamosalia.

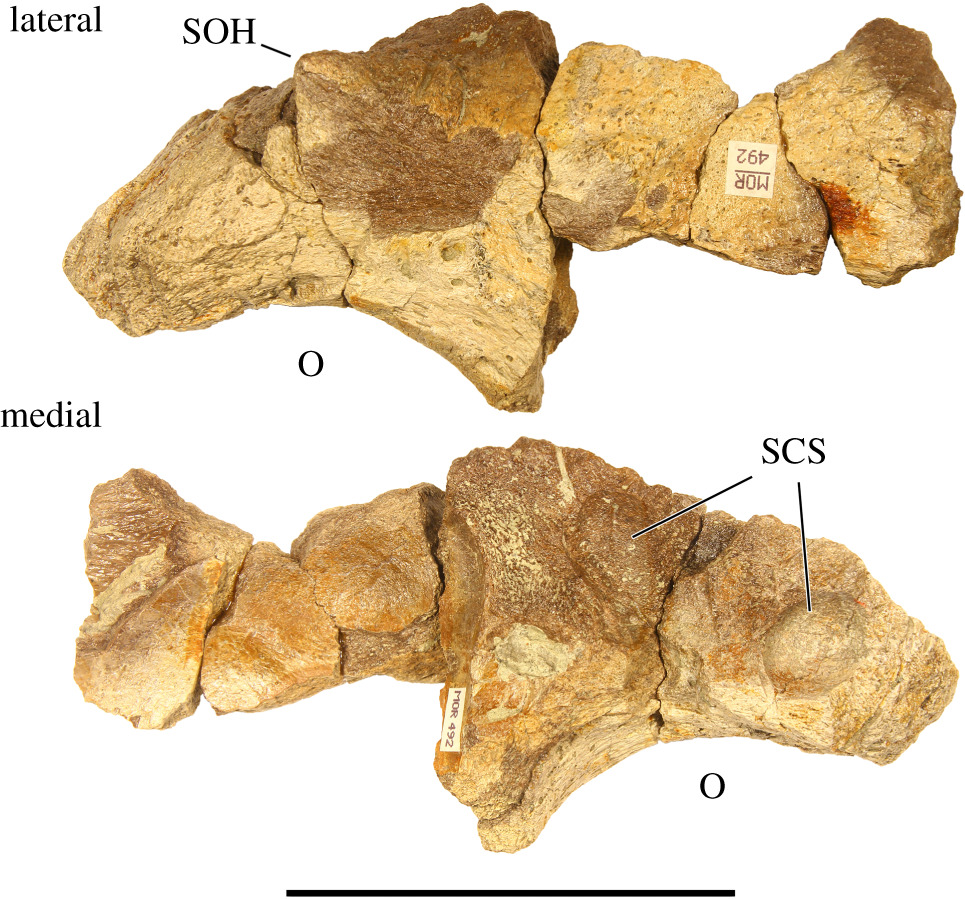
Het linkerpostorbitale

Op de grens van het wandbeen en squamosum bevindt zich een bultvormige verdikking ofwel EPS (Epiparietal-Squamosal Structure). De drie uitsteeksels daarachter, de P7, P6 en P5, zijn plaatvormig met afgeronde punten. Anders dan bij Einiosaurus en Achelousaurus worden ze geleidelijk groter, hoewel ze niet langwerpiger worden. De voorste twee zijn in zijaanzicht sterk om hun lengteas geroteerd, zodanig dat de voorrand lager ligt dan de voorrand. Jonge centrosaurinen uit de formatie, zoals de specimina MOR 571, MOR 591, MOR 373-001 en MOR 456 8-9-6-1, hebben dat nog sterker. Achter deze rij is een afgebroken basis van een uitsteeksel zichtbaar, met een lengte van het breukvlak van drieëntachtig millimeter. De beschrijvers stelden dat dit vrijwel zeker de positie was van de kortere van de twee afgebroken uitsteeksels die bij het fossiel zijn aangetroffen, met een lengte van 139 millimeter, de P4. Het is iets naar boven gebogen, anders dan de P4s van Einiosaurus, hoewel de beschrijvers denken dat dit toeval is. De P3 heeft een lengte van drieëndertig centimeter en is ook iets naar boven gekromd. De onderzijde ervan toont ondiepe indrukken van aderen.
Het voorste stuk van de interpariëtale balk is bovenop ruw met talrijke foramina en aderindrukken. Er is geen duidelijke richel op de middenlijn en maar één vage bult: dit werd gezien als een teken van een vrij hoge leeftijd. De onderzijde toont een diepe uitholling aan de zijde van het raakvlak met de voorhoofdsbeenderen, zoals bij alle centrosaurinen.
De neushoorn is zeer langwerpig, staat verticaal en is aan het bovenste uiteinde wat naar achteren gekromd. Dit lijkt op de toestand bij veel bewaarde exemplaren van Styracosaurus albertensis, het enige bekende ceratopide taxon dat overeenkomstig lange nasale hoorns heeft. De hoorn is vrij sterk overdwars afgeplat, wat volgens de beschrijvers geen effect zou zijn van compressie van het fossiel. De voorste basis van de hoorn is wat ingedeukt, zodat er een overhang ontstaat. Op dit punt was vermoedelijk de onderrand van de hoornschacht bevestigd.
Het is onduidelijk of het stuk postorbitale ook een vergroeid palpebrale omvat. De wenkbrauwhoorn moet kort en erg klein geweest zijn, met een puntje, net als bij Styracosaurus en Centrosaurus. De binnenkant van deze hoorn loopt geleidelijk af naar de middenlijn van het schedeldak. De binnenzijde wordt boven en achter de oogkas doorboord door drie ondiepe holten die deel uitmaken van de sinus van de wenkbrauwhoorn.
De gedeeltelijk bewaarde praemaxilla van de snuit toont geen details die afwijken van die van andere centrosaurinen.

## Fylogenie

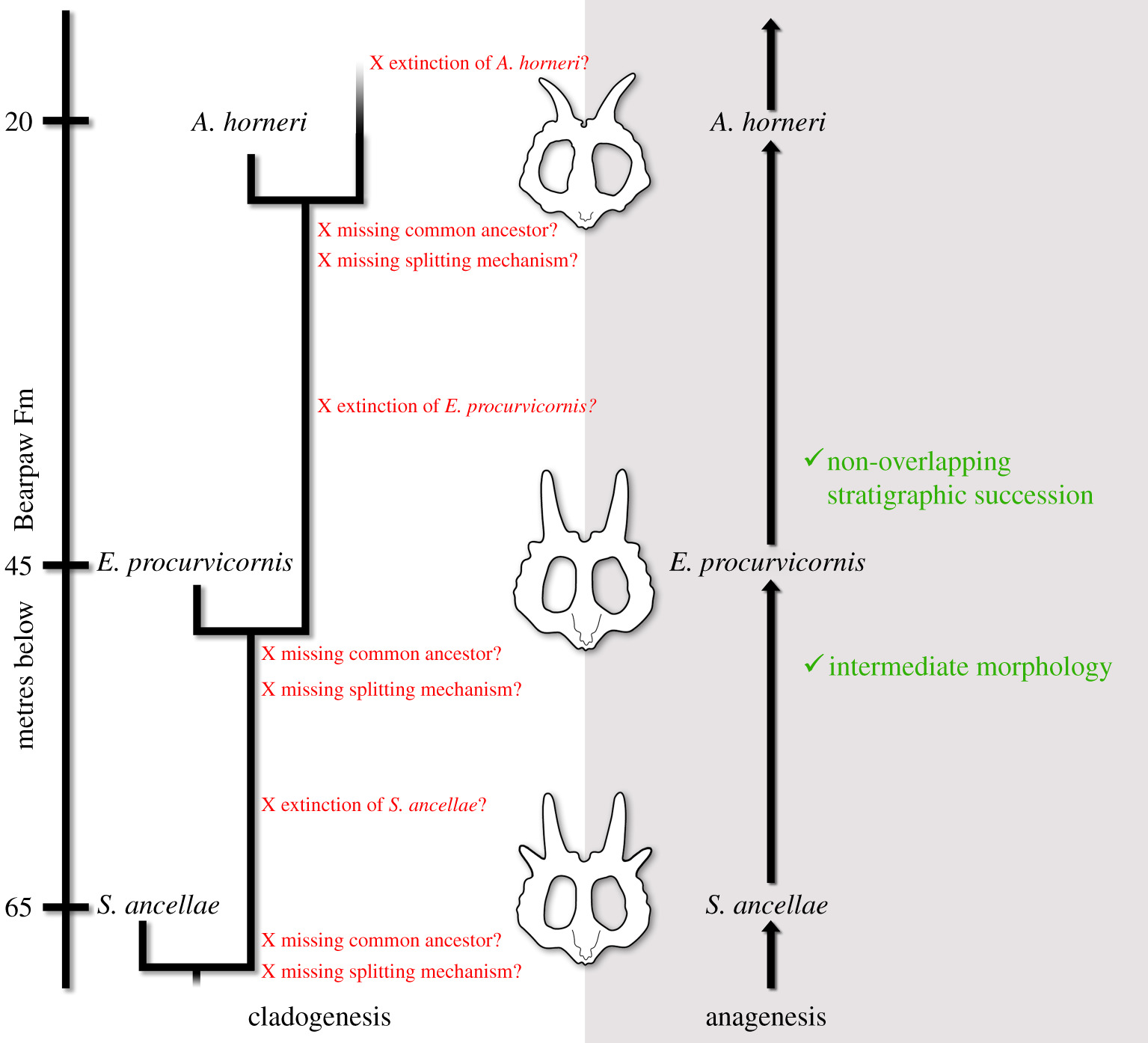
In 2020 werd een model met afsplitsingen als onnodig complex gezien

Stellasaurus is binnen de Ceratopidae in de Centrosaurinae geplaatst. De beschrijvers zien de soort als een tussenvorm tussen Styracosaurus albertensis en Einiosaurus. Hij zou dus niet speciaal verwant zijn aan S. ovatus/Rubeosaurus. De beschrijvers verwerpen een interpretatie van de evolutie van ceratopiden in deze formaties als een opeenvolging van afsplitsingen. Dat zien ze als een schending van de eis van parcimonie. Iedere splitsing veronderstelt immers het bestaan van een laatste gemeenschappelijke voorouder, een splitsingsmechanisme, een tweede tak die geen fossielen heeft achtergelaten en het uitsterven van die tak. Daarmee vergeleken zou een model van direct voorouderschap veel eenvoudiger zijn. Tegen deze redenering wordt meestal opgeworpen dat gegeven het bestaan van een tweede tak, de voorouder en het uitsterven al impliciet zijn en dat bestaan dus niet onwaarschijnlijker maken. Daarbij komt dat er een oneindigheid aan mogelijke splitsingen is. Inderdaad is het model zonder splitsingen waarschijnlijker dan ieder van de splitsingsmodellen maar dat wil niet zeggen dat het waarschijnlijker is dan het totaal van die modellen. Dat zou afhangen van de a priori kans dat zich een splitsing voordoet, iets waarover weinig gegevens beschikbaar zijn.